# Veronika Psotková
Veronika Kudláčková Psotková (* 17. října 1981 Opava) je česká sochařka a autorka prostorových instalací.

## Život
Veronika Psotková roku 2001 absolvovala Mendelovo gymnázium v Opavě a navštěvovala lidovou školu umění. V letech 2001–2006 studovala výtvarnou výchovu a matematiku pro 2. stupeň na Pedagogické fakultě Univerzity Palackého v Olomouci a poslední rok absolvovala zároveň se studiem sochařství na Fakultě výtvarných umění Vysokého učení technického v Brně v sochařském ateliéru Michala Gabriela. Již v době studia roku 2006 měla první autorskou výstavu a zúčastnila se i skupinových výstav. Její diplomová práce z roku 2009 Dědova zahrada, soubor 28 figur, získala cenu děkana fakulty. Roku 2009 byla vystavena v galerii DOX v Praze.
Od mládí aktivně sportovala, věnovala se plavání a hrála basketbal, volejbal a beach-volejbal a tato zkušenost se promítla i do témat jejích soch. Po absolvování školy je sochařkou ve svobodném povolání. Roku 2021 obdržela čestné uznání v soutěži "Stavba roku 2021 Královéhradeckého kraje” za oltář ve Slavětíně. Roku 2024 její výtvarné řešení slavětínského kostela zvítězilo v kategorii veřejné, kulturní budovy a budovy infrastruktury a získala BIG SEE Architecture Award ve Slovinsku. Roku 2021 získala také Public Choice Award na výstavě Nord Art International v Carlshütte (Šlesvicko-Holštýnsko). 
Od roku 2010 žije s manželem a dvěma dcerami v Oboře u Loun, kde má ateliér.

### Ocenění
- 2009 Cena děkana za diplomovou práci, FaVU VUT, Brno
- 2021 Stavba roku 2021 Královéhradeckého kraje, "čestné uznání"
- 2021 Publikums Preise, NordArt 2021, Büdelsdorf, Německo
- 2024 BIG SEE Architecture Award 2024 Winner (vítězství v kategorii veřejné, kulturní budovy a budovy infrastruktury), Slovinsko - za konverzi kaple svatého Josefa ve Slavětíně[3]

## Dílo
Veronika Psotková se od počátku své tvorby věnuje převážně figuraci a tématům jako estetika těla a hranice intimity (Čas I a II, 2021). Vychází z klasického sochařství ovlivněného současnou pop kulturou. Tzv. genderová témata mají v její interpretaci hravost nebo nadsázku a vyznačují se lehkou ironií. Důležitým tématem je pro ni sport a volný pohyb osvobozený od gravitace z jejích "létacích snů". Reflektuje situace, které prožívá a jako mladá matka se věnuje také tématu mateřství, blízkosti dětí a vytváření pocitu bezpečí. Samostatně vystavuje také skici a digitální grafiky, které jsou vizualizací jejích sochařských instalací. Z let 2016-2019 pocházejí zejména glosy ze života ženy a matky pro pozdější sochařské instalace “Euforie”, “Napojení”, “V prostoru”, “Mom’s Coffee”.
Její realistická sochařská tvorba v sádře, umělém kameni z románského cementu, akrylátu a bronzu, které se věnovala hlavně během studia, je časově velmi náročná. Ve snaze o odlehčení formy a rychlejší realizaci zvolila roku 2007 jako materiál rabicovou síť na drátěné kostře. Později zjistila, že je možné formovat sochy z rabicového pletiva bez podpůrné konstrukce na kterou by sochu obtiskla, ale stříhá, tvaruje a sešívá rabicové pletivo přímo do "skořepin – prostorových „kreseb“ a pouze pro větší objekty používá kostru, kterou později vyjme.
Sochy z technického pletiva nechává prorůstat přirozeným zbarvením rzí, nebo přebarvuje a fixuje lakem. Pro exteriérové sochy využívá také žárově zinkované pletivo (Latte a cheescake, Kampa Praha, 2023). Zatímco v exteriéru dotváří výslednou podobu soch počasí a postupné rezivění materiálu (Bikini Club, DOX, 2012), instalace v interiéru nabízí možnost pracovat s konkrétní architekturou prostoru, experimentovat a kreativně využít barevné nasvícení, které někdy zvýrazní objem sochy nebo ji v průhledu ukáže jako prostorovou kresbu. Lehkost materiálu jí umožňuje velkorysé tvarování a často nadživotní velikost figur volně zavěšených v prostoru (17 figur Akvabel pro OC Forum v Liberci, 2016).
Sousoší Veroniky Psotkové často vznikají na míru konkrétnímu místu (site-specific) a mnohdy reagují na již existující architekturu či genia loci. Zároveň se do nich promítají osobní emoce a události, které prostřednictvím soch zhmotňuje (Postupným přeléváním námětů, plastických představ a jejich cizelováním jsem pro sebe vygenerovala jednoduchý osobní glosář, heslovitého rádce pro všední dny, pro složitý svět, ve kterém se banální jistoty proměnily v pohyblivou půdu pod nohama. Sochy se pro mne stávají jeho ilustracemi.)
V době covidové pandemie tak vzniklo např. sousoší postav Dive-in, které se vznášely v prostoru kobky na pražském nábřeží, oddělené sklem od kolemjdoucích. Hluboce ji zasáhla ruská invaze na Ukrajinu a z původního pocitu paralýzy a bezmoci ji vysvobodila práce na soše, která je jejím prvním politicky angažovaným dílem. Roku 2022 vytvořila sochu s názvem Vinok, která je zavěšena nad Dlouhou třídou v sousedství galerie NoD v Praze. Znázorňuje dívčí postavu s věncem (vinkem) ve tvaru vycházejícího slunce. Vinok je ukrajinským symbolem uctívání Matky Země a současně se vyvinul jako symbol slávy, vítězství, štěstí, úspěchu, míru, cudnosti, mládí a ženskosti. Autorka ji symbolicky věnovala všem matkám ve válce o Ukrajinu.
Dalším dílem se sociálně kritickým poselstvím je Pilíř společnosti (2024), site-specific instalace, nabádající k podpoře pospolitosti proti individualismu, osamění a lhostejnosti. Provázejí ji sochy Kůže líná, vypovídající o pocitu vyprázdnění a splynutí s povrchem, neschopnosti se zvednout, o vyhoření i přijetí vlastního stavu, nebo Lepší perspektiva, o hledání nadhledu i výhledu v nepřehledném prostoru a souvislostech.
Veronika Psotková je spolu se svým manželem Romanem Kudláčkem autorkou nové expozice v Mattoni muzeu v Kyselce. Pro Kyselku také vytvořila kopii sochy Jindřicha Mattoniho z tvrzeného a patinovaného akrylátu.

### Realizace
- 2010–2020 Akvabely, 17 drátěných ženských figur v obchodním centru Forum v Liberci
- 2010 Devět soch na vodní kaskádě na Staroměstském náměstí v Mladé Boleslavi[18]
- 2012 Sousoší “Na zídce”, zahrada restaurace Depo, Český Krumlov
- 2012 Krakonoš, areál Friesovy boudy, Strážné v Krkonoších
- 2012–2014 Socha Bedřicha Smetany, Ctirada a Šárky v areálu volnočasových aktivit v Mladé Boleslavi
- 2013 kopie sochy Jindřicha Mattoniho v Kyselce[19][20]
- 2016 Gymnasti, drátěné figury na fasádě sokolovny v Litvínově
- 2020 Sochy pro Šatlavu v Muzeu Žlutice
- 2020 Oltář sv. Josefa, figurální sousoší sv. Josefa s Marií, Ježíškem a anděly, odsvěcený Kostel sv. Josefa, Slavětín u Trutnova[21]

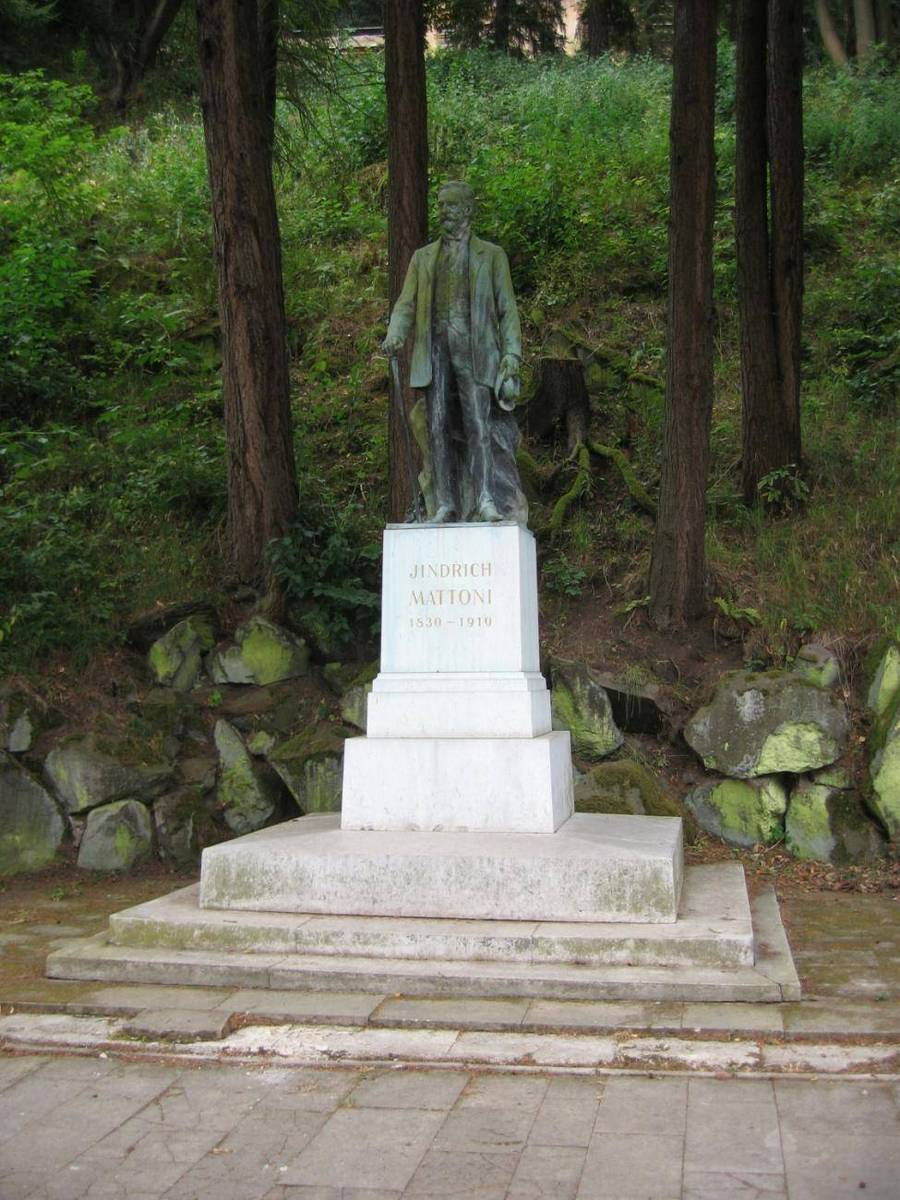
Socha Heinricha Mattoniho v Kyselce
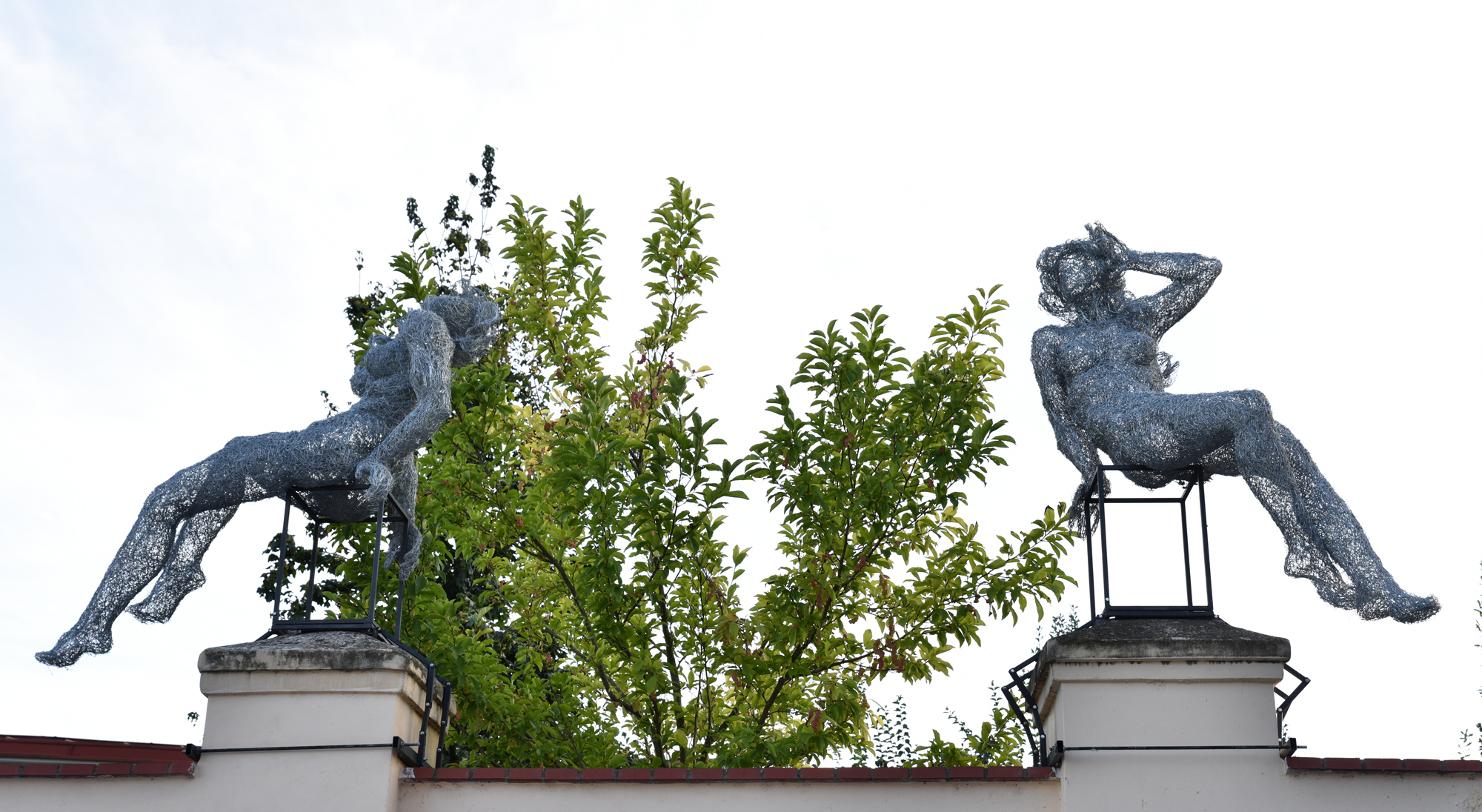
Latte a cheescake, Kampa Praha, 2023

### Výstavy

#### Autorské
- 2006 Veronika Psotková: Sochy, Městské muzeum, Rýmařov
- 2007 Veronika Psotková: Průzkumnice, Dům umění, Opava
- 2009 Veronika Psotková: Dědova zahrada, DOX, Centrum současného umění / Centre for Contemporary Art, Praha
- 2009 Inventura – Veronika Psotková a hosté, Galerie Aula VUT Brno[22]
- 2010 Veronika Psotková: Uzavřená společnost, Galerie Radniční sklípek, Litvínov
- 2012 Veronika Psotková: Bikiny klub, DOX, Centrum současného umění / Centre for Contemporary Art, Praha
- 2012 Veronika Psotková: Classic@., Obecní dům, Opava[23]
- 2013 Veronika Psotková: Bikiny klub/ Sauna, (A)VOID Floating Gallery, Praha
- 2013 Bikini klubben och Bastu, Härjedalens kulturcentrum, Lillhärdal, Švédsko[24]
- 2013 Veronika Psotková: Bikiny, Koktebel Jazz Festival, Koktebel/ Krym/Ukrajina
- 2014 Veronika Psotková: Akvárium, Galerie Radniční sklípek, Litvínov[25]
- 2015 Veronika Psotková: 500 m2 rabicovej sietě, Budatínský hrad, Žilina, Slovensko
- 2015 Veronika Psotková: Velké prádlo, Polštáře, nádvoří Novoměstská radnice, Praha[26]
- 2015 Veronika Psotková: Akvabely, instalace pod mostem na Rašínově nábřeží – (A)VOID Gallery, Praha
- 2017 Veronika Psotková: Bikiny klub, Zámek Litvínov[27]
- 2018 Veronika Psotková: Solitéry, Hotel Rott, Praha
- 2018/2019 Veronika Psotková: Napojení, Dolní oblast Vítkovice, Ostrava, Sochy ve městě, Galerie města Trutnova[28]
- 2019 Veronika Psotková: DOMA, Galerie Obecního domu, Opava[29]
- 2019 Veronika Psotková: Klenot I, Muzeum papírových modelů, Police nad Metují[30]
- 2019/2020 Veronika Psotková: Spolu / Together, DOX, Centrum současného umění / Centre for Contemporary Art, Praha[31][32]
- 2021 Veronika Psotková: Esence, Galerie výtvarného umění v Náchodě[33][34]
- 2021 Veronika Psotková: Drátěné sochy, Galerie Art (Světlana & Luboš Jelínek), Chrudim[35]
- 2021 Veronika Psotková: Dive-in, (A)VOID Gallery, kobka na pražské náplavce[36]
- 2022 Veronika Psotková: Himmel und Erde (+Angelika Summa), Garten Pristine, Hannover, Německo
- 2022 Veronika Psotková: Grácie, Galerie Kaple, Valašské Meziříčí[37]
- 2022 Veronika Psotková: Holky z kruhu, DON Tábor[38]
- 2023 Veronika Psotková: Dive-In/ End of the Tunnel, Strojovna, EPO1 Centrum současného umění, Trutnov
- 2023 Veronika Psotková: Kůže líná, Kulturní centrum Vratislavice nad Nisou
- 2022/2023 Veronika Psotková: Vinok, Roxy/NoD, křižovatka Dlouhá – Rybná, Praha 1
- 2024 Veronika Psotková: Beze strachu, kulturní centrum KKCG Artium, Praha 6[39]

#### Kolektivní (výběr)
- 2006 Figurama 06, Bratislava, Plzeň, Znojmo, Ostrava
- 2006 Posluchači ateliéru sochařství Michala Gabriela, Galerie Doubner, Praha
- 2008 Hloubka a cit, Zámecká galerie, Uherský Ostroh
- 2008 Třeskutý testosteron, Galerie Mázhaus, Pardubice
- 2009 Figurama 09, Zlín, Poznaň, České Budějovice, Brusel, Staroměstská radnice, Praha
- 2009/2010 Dívčí sen 2009: Testosteron, Oblastní galerie Vysočiny v Jihlavě, Divadlo Reduta, Brno, Galerie Synagoga, Hranice, Důl Michal, Michálkovice, Ostrava
- 2009 Pygmalionka a Narcis – fotograficko-sochařské projekty Veroniky Psotkové a Miroslava Jiřeleho, Galerie Doma, Kyjov
- 2009 Doxnano!, DOX, Centrum současného umění / Centre for Contemporary Art, Praha
- 2009 Praktické diplomové práce absolventů FaVU VUT v Brně 2009, Galerie Aula Fakulty výtvarných umění, Brno, Galerie Brno
- 2009 Eastnano!, Univerzita Pardubice, Fakulta chemicko-technologická, Pardubice
- 2010 AS1: Práce studentů, absolventů a pedagogů Ateliéru sochařství 1, FaVU VUT Brno, DOX, Centrum současného umění / Centre for Contemporary Art, Praha
- 2011 Sochy v zahradě II, Kroměříž
- 2012 Sochy v zahradě III, Kroměříž
- 2014 Umění ve městě 2014, České Budějovice
- 2015 Umění ve městě 2015, České Budějovice
- 2016 Umění ve městě 2016, České Budějovice
- 2017 Umění ve městě 2017, České Budějovice

### Katalogy autorské
- Veronika Psotková: Esence (Umělci do 40 let), Galerie výtvarného umění v Náchodě 2021, ISBN 978-80-88341-08-6
- Alžběta Krajčíková, Beze strachu / No Fear (Veronika Psotková), KKCG, Praha 2024

### Katalogy kolektivní
- Figurama 06, 351 s., Nakladatelství KANT (Karel Kerlický), Praha 2006, ISBN 80-86970-08-6
- 15 let FaVU VUT v Brně, 229 s., Nakladatelství VUTIUM, Brno 2008, ISBN 978-80-214-3633-6
- Dívčí sen 2009 (Testosteron), text Barbora Lungová, Uff!Art o.s., 2009, ISBN 978-80-254-5545-6
- Figurama 09, 528 s., Růžolící Chrochtík, Praha 2009, ISBN 80-903346-6-0
- Nanoscope (Mezioborový projekt propojující umění, vědu a technologie), 2009
- Výstava praktických diplomových prací 2009 / The Graduates Exhibition 2009, text Kaliopi Chamonikola, Vysoké učení technické, Fakulta výtvarných umění, Brno 2009, ISBN 978-80-214-3918-4
- AS1 (Výstava ateliéru Sochařství 1 Fakulty výtvarných umění VUT Brno), text Michal Gabriel, Vysoké učení technické, Fakulta výtvarných umění, Brno 2010
- 10 let Umění ve městě, Flera, s.r.o., Praha 2017, ISBN 978-80-270-1911-3